# Helsingborgs HC
Der Helsingborgs HC ist ein 1977 gegründeter schwedischer Eishockeyklub aus Helsingborg. Die erste Mannschaft des Klubs spielte bis 2019 in der drittklassigen Hockeyettan.

## Geschichte
Der Helsingborgs HC wurde 1977 gegründet. Die Mannschaft trat erstmals in der Saison 1991/92 überregional in Erscheinung, als sie in der damals noch zweitklassigen Division 1 antrat. Ab der Jahrtausendwende trat die Mannschaft regelmäßig in der dritten Spielklasse, die später in Hockeyettan umbenannt wurde, an.   2019 folgte ein weiterer Abstieg, bevor der Klub seine Herrenmannschaft auflöste. Ein Amateurteam spielt seit 2020 in der Division 3 (fünfte Liga).

## Bekannte ehemalige Spieler
- Markus Matthiasson